# Manu, Hunedoara
Manu este o localitate din județul Hunedoara, Transilvania, România.